# DSLAM

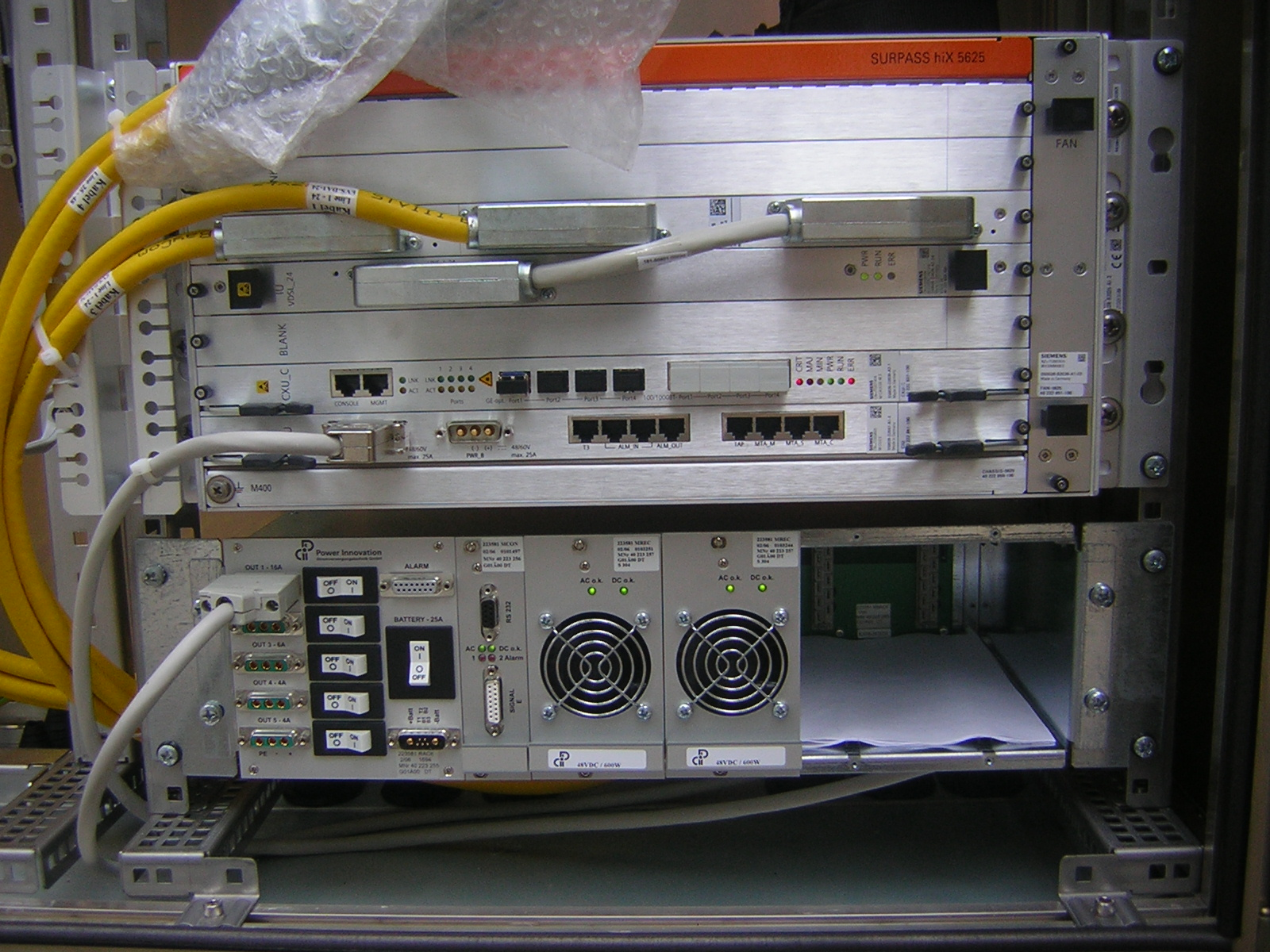
Siemens DSLAM SURPASS hiX 5625

DSLAM（Digital Subscriber Line Access Multiplexer）は、デジタル加入者線 (DSL) で使われるネットワーク機器である。電話局側にあり、複数の加入者線を多重化して、高速なインターネットバックボーンに接続する。電話会社の電話交換機とは遠隔にDSLAMを配置することで、DSLサービスの提供可能な距離を伸ばすことができる。

## DSLAM までのデータ経路

接続経路

1. 住宅/商業施設などの発信源: 加入者のコンピュータがDSLモデムに接続される。
2. ローカルループ: 加入者宅から最寄りの電話局までの（電話会社が所有する）電話回線。ラストワンマイルとも呼ばれる。
3. 中央集配線盤 (MDF): 加入者向けの配線と内部の配線を相互接続するための集線盤。デジタル加入者線では、スプリッタで配線を分岐しDSLAMに接続する。
4. DSLAM: DSLサービスのための機器。

## DSLAM の役割
DSLAMには多数のDSLモデムポートがあり、そこから入ってきたデジタル信号を集め、多重化してひとつの信号にする。DSLAMの機種によっては、DSL以外にも Asynchronous Transfer Mode (ATM)、フレームリレー、IPネットワーク（後述するIP-DSLAM）なども多重化する。
多重化された信号は局内の基幹交換機を通して最大10Gbit/sのアクセスネットワークに接続され、インターネットサービスプロバイダに送られる。
OSI参照モデルでいえば、DSLAMは純粋なデータリンク層の装置であり、巨大なスイッチングハブのような働きをする。
DSLAMは必ずしも電話局に設置されるとは限らず、より加入者に近い局外設置もある（これをSAI、Serving Area Interface という）。これとFTTxを組み合わせることもある。
DSLAMはマルチプレクサというだけでなく、DSLモデムの集合体でもある。各モデムは加入者側のDSLモデムと通信する。モデム群はDSLAMとして一体化しており、個別のモデムがハードウェアとして独立して内蔵されているわけではない。従来のモデムと同様、このDSLモデムは回線を調べ、最大データ転送速度を出せるように適応する能力がある。物理的には同じツイストペアケーブルを使っていても、イーサネットよりもDSLサービスの方が長距離の通信が可能なのは、このためでもある。

## 速度と距離

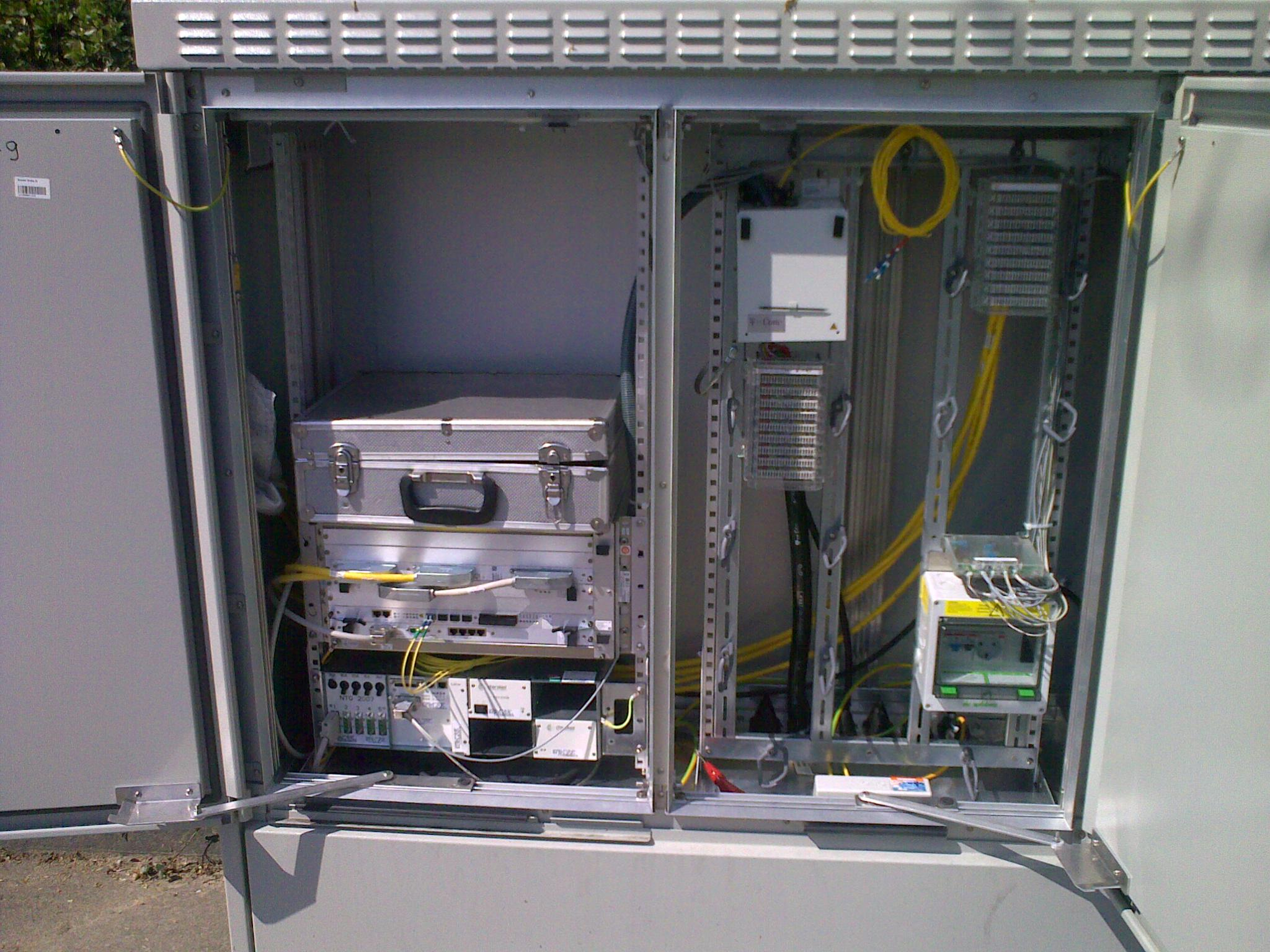
野外に置かれたDSLAM。右側のMDFより左側のDSLAMに配線している

ツイストペアケーブルでは、周波数が高いほど減衰が激しい。従って、DSLAMと加入者の距離が長いほど、データ転送レートは低くなる。以下に距離とデータ転送レートの大まかな関係を示す。実際の条件によっても大きく変化するが、2kmを超える場合は、より近い場所にDSLAMを設置しないとそれなりの転送速度は得られない。
- 25 Mbit/s - 約300m
- 24 Mbit/s - 約600m
- 23 Mbit/s - 約900m
- 22 Mbit/s - 約1.2km
- 21 Mbit/s - 約1.5km
- 19 Mbit/s - 約1.8km
- 16 Mbit/s - 約2.1km
- 1.5 Mbit/s - 約2.8km
- 800 kbit/s - 約5.2km

（0.40mm銅線の場合）

## 追加機能
DSLAMは、加入者から上流のルーターに渡す際にVLANトラフィックにタグ付けする機能を持っていることがある。完全なファイアウォールというわけではないが、パケットフィルタリングを行うDSLAMもあり、ポート間トラフィックを排除したり、特定の通信プロトコルのパケットを排除する。
DSLAMはまた、DiffServ や優先度付きキューなどの Quality of Service (QoS) をサポートしている。

## ハードウェアの詳細
加入者のコンピュータはADSLモデムやDSLルーター経由で普通のツイストペアケーブルの電話線で公衆交換電話網と接続され、DSLAMに接続される。DSLAMには複数の集合カードがあり、各カードには複数の入出力ポートがあって、それぞれが加入者の線と接続される。典型的な集合カードには24個程度のポートがあるが、個数は機種によって異なる。DSLAMを格納する筐体には48ボルトの直流電源が供給される。典型的なDSLAMには、電源装置、DSLAM筐体、集合カード、ケーブル、上流リンクが含まれる。上流リンクとしては、ギガビット・イーサネットや数ギガビットの光ファイバーリンクが使われることが多い。

## IP-DSLAM
IP-DSLAM (Internet Protocol Digital Subscriber Line Access Multiplexer) は、トラフィックのほとんどをIPベースで行うものである。
従来のDSLAMは、上流にATMルーター/スイッチがあって、ATM回線で接続されていた。そして、ATMルーター/スイッチでIPトラフィックを抽出して、IPネットワークに渡していた。IP-DSLAM では、DSLAM自身がIPトラフィックを抽出する。従って、高価なATM機器が不要となり、同時に機能的にも向上する。